# Manioc

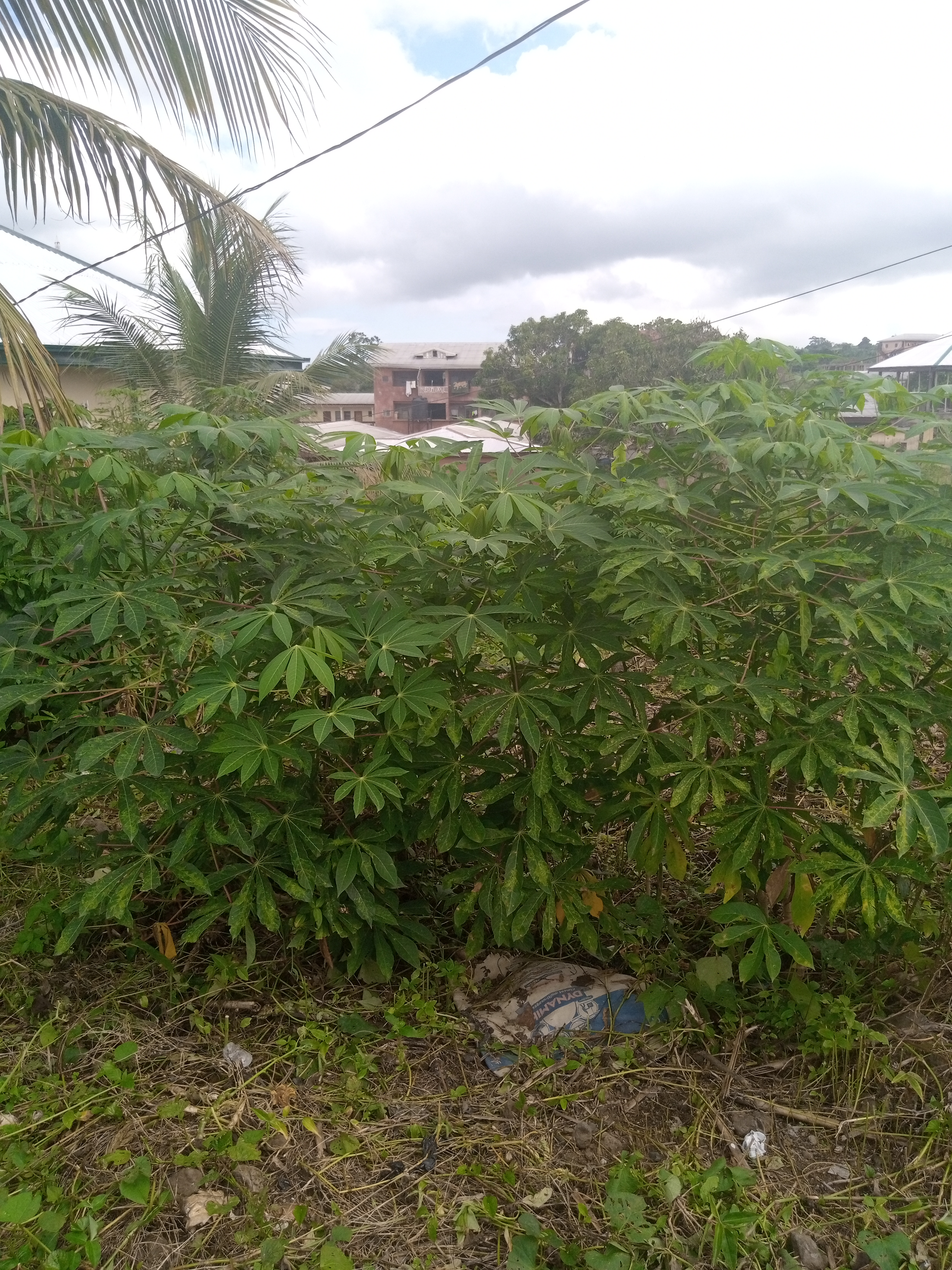
Plantă de manioc

Manihot esculenta, numită comun cassava (/kəˈsɑːvə/), manioc sau yuca (printre numeroase nume regionale) este un arbust lemnos din familia spurge, originar din America de Sud. Deși o plantă perenă, cassava este cultivată pe scară largă ca o recoltă anuală în regiunile tropicale și subtropicale pentru părțile sale comestibile (tuberculi bogați în amidon). Deși este adesea numit yuca în unele părți ale Americii Spaniole și în Statele Unite, nu are legătură cu yucca, un arbust din familie Asparagaceae. Maniocul este consumat predominant în formă fiartă, dar cantități substanțiale sunt folosite pentru a extrage amidon din manioc, numit tapioca, care este utilizat pentru alimente, hrană pentru animale și în scopuri industriale. Farinha braziliană și garri-ul aferent din Africa de Vest este o făină grosieră comestibilă obținută prin răzuirea rădăcinilor de manioc, presarea umidității de pe pulpa rasă obținută și, în cele din urmă, uscarea acesteia (și prăjirea atât în cazul farinha, cât și în cazul garniardei).
Maniocul este a treia cea mai mare sursă de carbohidrați alimentari la tropice, după orez și porumb. Maniocul este un important aliment de bază în țările în curs de dezvoltare, oferind o dietă de bază pentru peste o jumătate de miliard de oameni. Este una dintre cele mai tolerante culturi la secetă, capabilă să crească pe soluri marginale. Nigeria este cel mai mare producător mondial de manioc, în timp ce Thailanda este cel mai mare exportator de amidon din manioc.
Maniocul este clasificat ca fiind dulce sau amar. Ca și alte rădăcini și tuberculi, atât soiurile amare, cât și cele dulci de manioc conțin factori antinutriționali și toxine, soiurile amare conținând cantități mult mai mari. Acesta trebuie să fie pregătit în mod corespunzător înainte de consum, deoarece prepararea necorespunzătoare a maniocului poate lăsa suficient de multă cianură reziduală pentru a provoca intoxicație acută cu cianură, gușă, și chiar ataxie, paralizie parțială sau moarte. Soiurile mai toxice de manioc sunt o resursă de rezervă (o „cultură de securitate alimentară”) în vremuri de foamete sau insecuritate alimentară în unele locuri." Fermierii preferă adesea soiurile amare, deoarece descurajează dăunătorii, animalele și hoții.